# Timothy Spall
Timothy Leonard Spall OBE (Londen, 27 februari 1957) is een Engels acteur.

## Jeugd
Spall werd als derde van vier zonen geboren in Battersea, Londen. Zijn vader werkte bij de post, zijn moeder was kapster. Hij werd opgeleid aan het National Youth Theatre en de Royal Academy of Dramatic Art, waar hij de medaille kreeg voor de meestbelovende acteur van zijn jaar.

## Carrière
In het Verenigd Koninkrijk viel hij aanvankelijk op door zijn vertolking van de naïeve elektricien Barry Taylor in de serie Auf Wiedersehen, Pet (1983-2004). Het personage Barry, een onhandige man uit Birmingham die net iets te intellectueel was voor zijn omgeving, betekende de doorbraak voor Spall. Toen het programma in 2002 na zestien jaar met een nieuwe reeks hervat werd, leidde Spalls vergoeding van £ 250.000 voor drie weken opnames tot een conflict met zijn medespelers, die op hun beurt een loonsverhoging eisten. Hij heeft hoofdrollen gespeeld in films als Secrets & Lies, Shooting the Past, Rock Star, The Last Samurai en Lemony Snicket's A Series of Unfortunate Events. Hij kreeg internationaal waardering voor zijn rol als Peter Pippeling in de Harry Potter films.
Spall speelde ook de hoofdrol van Albert Pierrepoint in de film Pierrepoint, die in de Verenigde Staten verscheen als The Last Hangman.
Op 31 december 1999 werd hij door de Britse koningin onderscheiden met een benoeming tot Officier in de Orde van het Britse Rijk.
Aan het begin van de slotceremonie van de Olympische Spelen in Londen op 12 augustus 2012 droeg hij verkleed als Churchill, voor uit het werk The Tempest van William Shakespeare.

## Filmografie
- Quadrophenia (1979) als Harry de projecteur
- The Cherry Orchard (televisiefilm, 1981) als Epihkodov
- The Three Sisters (televisiefilm, 1981) als Andrei
- Oliver Twist (televisiefilm, 1982) als 1st Constable
- Remembrance (1982) als Douglas
- The Missionary (1982) als Parswell
- The Bride (1985) als Paulus
- Dutch Girls (televisiefilm, 1985) als Lyndon Baines Jellicoe
- Gothic (1986) als Dr. Polidori
- Body Contact (1987) als Paul
- Dream Demon (1988) als Peck
- Journey's End (televisiefilm, 1988) als Luitenant Trotter
- Crusoe (1988) als Reverend Milne
- To Kill a Priest (1988) als Igor
- White Hunter Black Heart (1990) als Hodkins de Bush Pilot
- The Sheltering Sky (1990) als Eric Lyle
- 1871 (1990) als Ramborde
- The Tale of Little Pig Robinson (televisiefilm, 1990) als Pig Robinson
- Life Is Sweet (1991) als Aubrey, eigenaar van Regret Rien
- Secrets & Lies (1996) als Maurice Purley
- Hamlet (1996) als Rosencrantz
- Still Crazy (1998) als David 'Beano' Baggot
- Neville's Island (televisiefilm, 1998) als Gordon
- The Wisdom of Crocodiles (1998) als Inspector Healey
- Topsy-Turvy (1999) als Richard Temple
- Shooting the Past (1999) als Oswald Bates
- The Clandestine Marriage (1999) als Sterling
- Chicken Run (2000) als Nick
- Rough for Theatre 2 (2000) als B
- Love's Labour's Lost (2000) als Don Armado
- Vatel (2000) als Gourville
- Intimacy (2001) als Andy
- The Old Man Who Read Love Stories (2001) als Luis Agallo
- Perfect Strangers (televisiefilm, 2001) als Irving
- Vacuuming Completely Nude In Paradise (2001, tv) als Tommy Rag
- Rock Star (2001) als band manager
- Lucky Break (2001) als Cliff Gumbell
- Vanilla Sky (2001) als Thomas Tipp
- Ivor the Invisible (televisiefilm, 2001) als Dad
- Nicholas Nickleby  (2002), als Charles Cheeryble
- All or Nothing (2002) als Phil
- In the Eyes of Kyana (video, 2002) als Victor Monroe
- The Last Samurai (2003) als Simon Graham
- My House in Umbria (2003) als Quinty (stem)
- Gettin' Square (2003) als Darren 'Dabba' Barrington
- Harry Potter en de Gevangene van Azkaban (2004) als Peter Pippeling
- Lemony Snicket's A Series of Unfortunate Events (2004) als Mr. Poe
- Harry Potter en de Vuurbeker (2005) als Peter Pippeling
- Cherished (televisiefilm, 2005) als Terry Cannings
- Mr Harvey Lights a Candle (televisiefilm, 2005) als Malcolm Harvey
- The Last Hangman (2005) als Albert Pierrepoint
- The Street (televisieserie sinds 2006) als Eddie McEvoy
- Grand Theft Auto: Vice City Stories (2006) als Barry Mickelthwaite
- Mysterious Creatures (televisiefilm, 2006) als Bill Ainscow
- Harry Potter en de Orde van de Feniks (2007) als Peter Pippeling (op de groepsfoto van de oorspronkelijke Orde van de Feniks)
- Enchanted (2007) als Nathaniel
- Sweeney Todd: The Demon Barber of Fleet Street (2007) als Beadle Bamford
- Death Defying Acts (2007) als Harry Houdini's assistent Sugarman
- A Room with a View (televisiefilm, 2007) als Mr Emerson
- Oliver Twist (televisiefilm, 2007) als Fagin
- Appaloosa (2008) als Phil Olson
- Gunrush (televisiefilm, 2009) als Doug Becket
- The Damned United (2009) als Peter Taylor
- Harry Potter en de Halfbloed Prins (2009) als Peter Pippeling
- Heartless (2009) als George Morgan
- Desert Flower (2009) als Terry Donaldson
- Wake Wood (2009) als Arthur
- From Time to Time (2009) als Boggis
- Alice in Wonderland (2010) als Bayard the Blooddog (stem)
- Harry Potter en de relieken van de dood (part 1) (2010) als Peter Pippeling
- The King's Speech (2010) als Winston Churchill
- Harry Potter en de relieken van de dood (part 2) (2011) als Peter Pippeling
- My Angel (2011) als Mr. Lambert
- Comes a Bright Day (2012) als Charlie Morgan
- Sofia (2012) als Dr. Kahn
- Upside Down (2012) als Bob Boruchowitz
- Ginger & Rosa (2012) als D I West
- Love Bite (2012) als Sid
- The Love Punch (2013) als Jerry
- Mr. Turner (2014) als William Turner
- Cider with Rosie (televisiefilm, 2015) als Laurie Lee (stem)
- Sucker (2015) als De Professor
- Alice Through the Looking Glass (2016) als Bayard (stem)
- Away (2016) als Joseph
- The Journey (2016) als Ian Paisley
- Denial (2016) als David Irving
- Finding Your Feet als Charlie (2017)
- The Party (2017) als Bill
- ’’ Mrs Lowry & Son (2019) als Laurie Lowry
- Spencer (2021) als Alistair Gregory
- The Last Bus (2021) als Tom Harper

- Bibsys: 99018349
- Biblioteca Nacional de España: XX1306529
- Bibliothèque nationale de France: cb14055035m (data)
- Catàleg d'autoritats de noms i títols de Catalunya: 981058601046106706
- CiNii: DA16221428
- Gemeinsame Normdatei: 101211919X
- International Standard Name Identifier: 0000 0001 2096 530X
- Library of Congress Control Number: no97050252
- MusicBrainz: 78a53241-fd74-4463-93a4-2bb55aeef33f
- Nationale Bibliotheek van Tsjechië: xx0043326
- Nationale bibliotheek van Australië: 40578888
- Nationale Bibliotheek van Israël: 987007429347305171
- Nationale Bibliotheek van Polen: a0000002092312
- Nederlandse Thesaurus van Auteursnamen: 159273307
- Système universitaire de documentation: 069180059
- Virtual International Authority File: 85574398
- WorldCat: E39PBJfrPb3fWkbFwJXwq68Hmd